# OpenRocket
OpenRocket — вільна САПР для параметричного моделювання геометрії, симуляції та аналізу польоту метеорологічних ракет та моделей ракет призначених для ракетомодельного спорту.

## Історія
У 2007, фінський програміст Сампо Нісканен (фін. Sampo Niskanen), аматор ракетомоделізму, нині голова Фінської Спільноти Астронавтики (фін. Suomen Avaruustutkimusseura ry, SATS-SAFF), розпочав розробку програми OpenRocket.
У квітні 2009, розробку програми було перенесено на платформу SourceForge.net.
24 травня 2009, першим публічним випуском стала версія 0.9.0.
10 березня 2010, випущено першу стабільну версію1.0.0. З тих пір нові версії випускалися кілька разів на рік.
У 2012, було розпочато міграцію репозиторію на платформу GitHub, а також змінено схему нумерації версій на нову, на основі року та місяця випуску (YY.MM).
З квітня 2015 до липня 2022, не було випущено жодного випуску програми.
25 лютого 2022, випущено першу тестову версію 22.02 beta1. Впродовж наступного року було випущено ще кілька тестових версій.
8 лютого 2023, випущено стабільну версію 22.02, яка містила значні зміни у внутрішній структурі програми та вдосконалений інтерфейс користувача.
У липні 2023, припинено оновлення репозиторію на SourceForge.net.
16 листопада 2023, було випущено стабільну версію 23.09, однією з нових можливостей якої є вбудовані теми оформлення інтерфейсу у темних кольорах.

## Можливості
- Наявність вбудованих прикладів моделей ракет: одноступеневі та багатоступеневі з викидними парашутами, багатофюзеляжні, з розгінними блоками, тощо.
- Генерація 3D моделі ракети на основі числових параметрів[11][12] та бібліотек компонентів моделей ракет (з можливістю доповнення власними компонентами):
  - Бібліотека компонентів моделей ракет[13].
  - Бібліотека твердопаливних ракетних двигунів[14][15][16].
- Автоматичне створення креслень та візуалізація 3D моделей, з можливістю оформлення кольоровим фарбуванням та деколями[17].
- Симуляція польоту зі 6-ма ступенями вільності (переміщення та обертання за осями X, Y та Z)[18][19].
- Аналіз характеристик польоту з виведенням графіків телеметрії[20][21][22][23][24][11].
- Аналіз геометрії моделі ракети під час польоту[25][26][27].
- Підтримка метричної та Імперської систем мір.
- Підтримка використання скриптів на мовах програмування Python та JPype для автоматизації і розширення можливостей програми[28][29][30][31].
- Підтримка сторонніх плагінів, для розширення можливостей програми[32].
- Photo Studio — модуль для фотореалістичної візуалізації (рендерингу) 3D моделей ракет в польоті[33][34].

### Імпорт/Експорт
- Імпорт/Експорт моделей ракет у форматах RASAero (.CDX1) та RockSim (.rkt).
- Імпорт файлів характеристик ракетних двигунів у форматах RockSim (.rse) та RASP (.eng)[35].
- Експорт 3D моделі у форматі Wavefront OBJ (для 3D-друку[36], або обробки у редакторах тривимірної графіки, наприклад Blender).
- Імпорт/Експорт зображень деколей у форматі PNG.
- Експорт данних з таблиці симуляції у форматі CSV.
- Експорт звіту (включно з кресленнями, таблицями, тощо) у PDF або друк з виводом на принтер.
- Експорт результату візуалізації у вигляді зображення у форматі PNG.

### OpenRocket Document Format
OpenRocket Document Format (.ork) — відкритий формат файлів проектів моделей ракет. Файл .ork є ZIP-архівом (контейнером), усередину якого вкладено основний файл rocket.ork та інші супровідні файли проекту.
rocket.ork — є файлом XML (на відміну від однойменного файлу-контейнера), який містить опис конструкції та характеристик моделі ракети.
Файли компонентів моделей ракет зберігаються в окремих файлах XML з розширенням .orc.

## Факти
- OpenRocket використовується багатьма ракетомодельними гуртками й аерокосмічними асоціаціями[38], та студентськими командами та клубами з ракетомодельного спорту[39][40][41][42], зокрема й у NASA[43][44][45][46][47].
- OpenRocket дозволяє моделювати і симулювати моделі ракети будь-яких розмірів, завдяки чому користувачі створюють як зменшені масштабні моделі ракет, так і різні повномасштабні моделі, у тому модель ракетоплана Bell X-1[48], моделі космічних ракет Saturn V[49], Falcon 9, тощо[50][51][52].
- Для вільної САПР FreeCAD створено доповнення Rocketry Workbench[53][54][55], яке сумісне з форматами файлів OpenRocket[56][57][58][59].

## Галерея

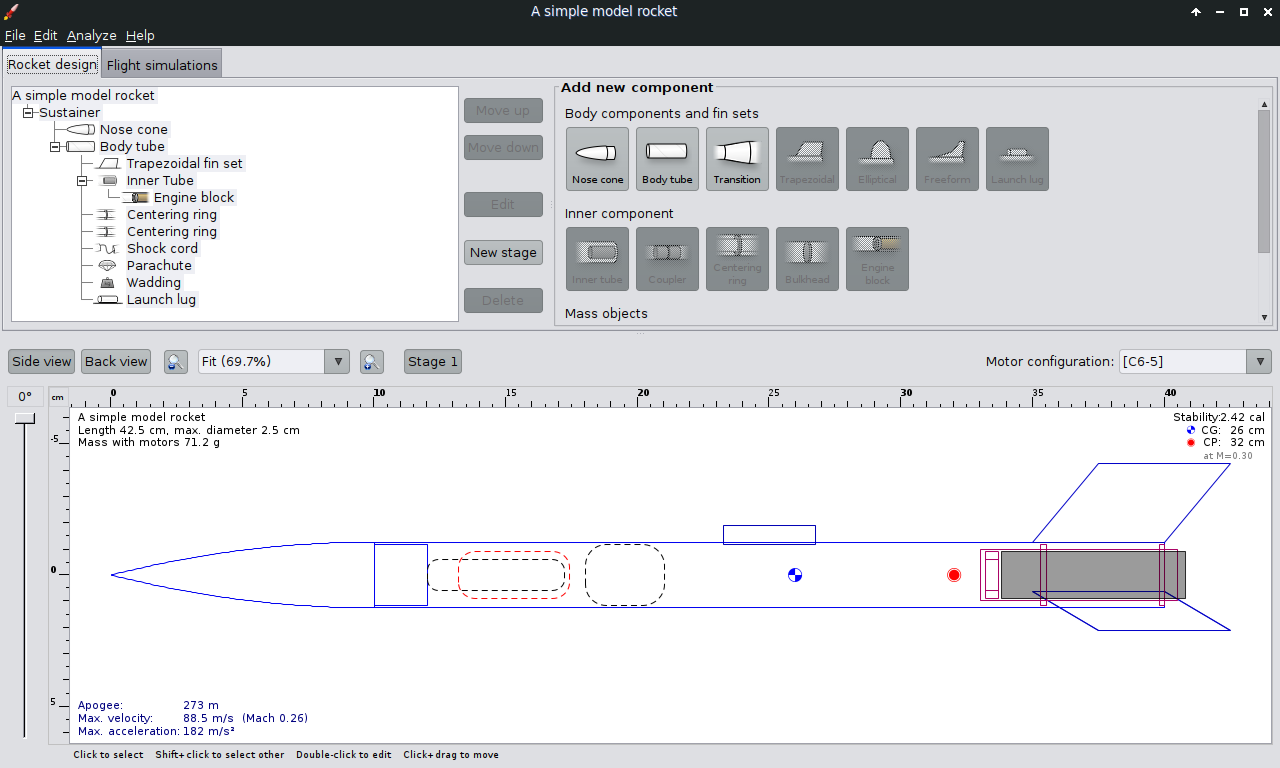
Знімок екрану OpenRocket 1.0.0 (2010)
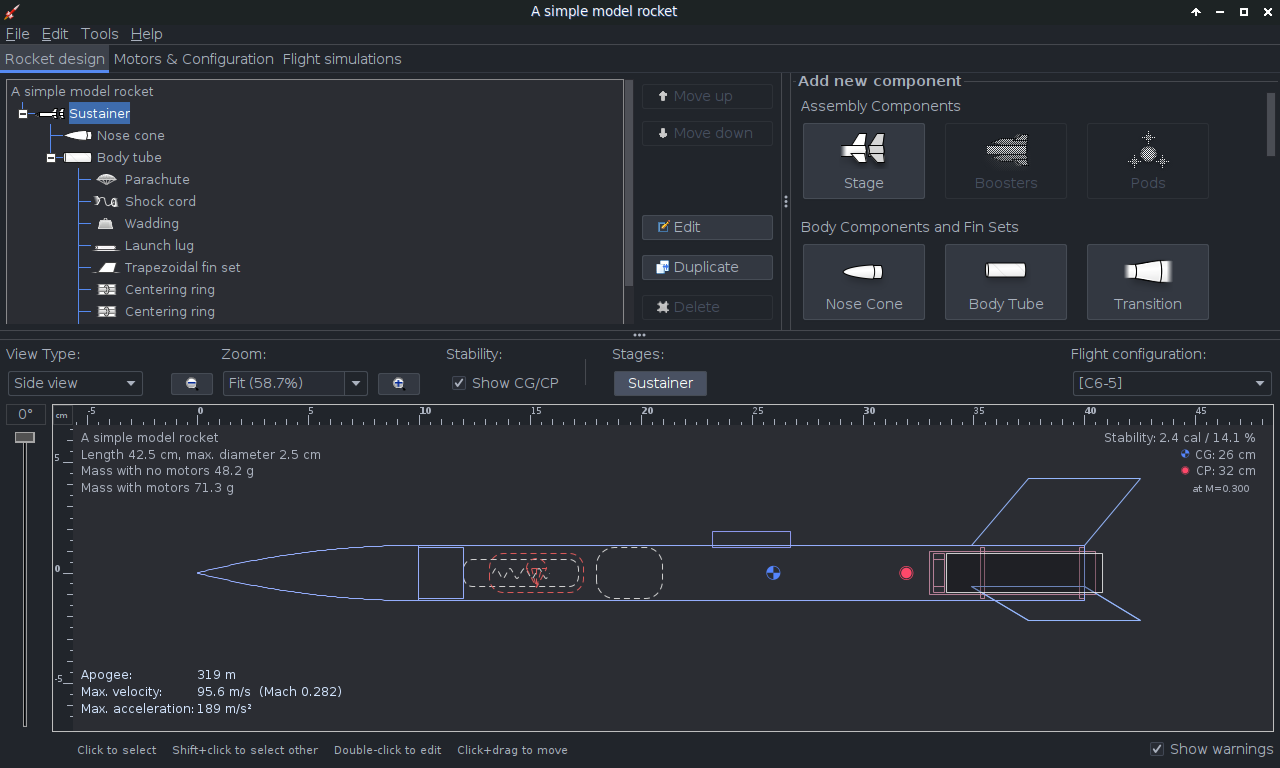
Контрастна темна тема в OpenRocket 23.09
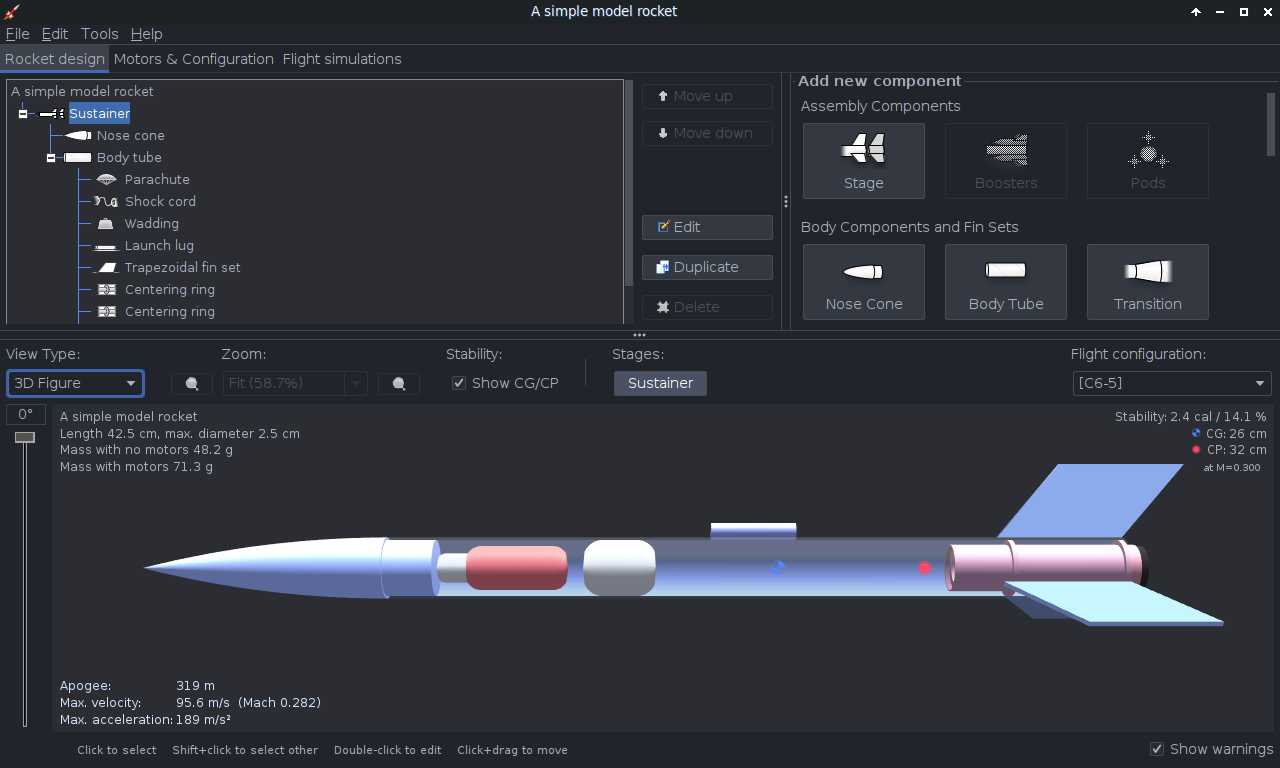
Базова 3D модель із вирізом (OpenRocket 23.09)
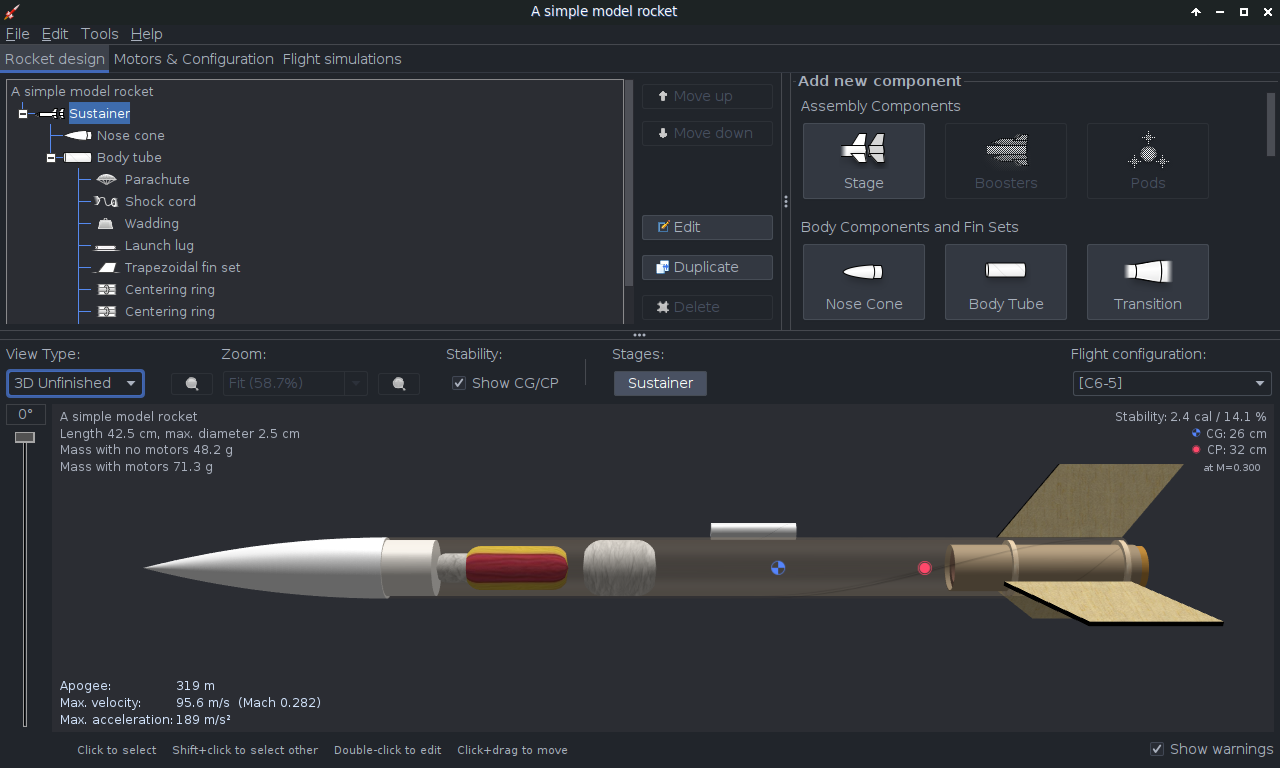
Тонована 3D модель із вирізом (OpenRocket 23.09)
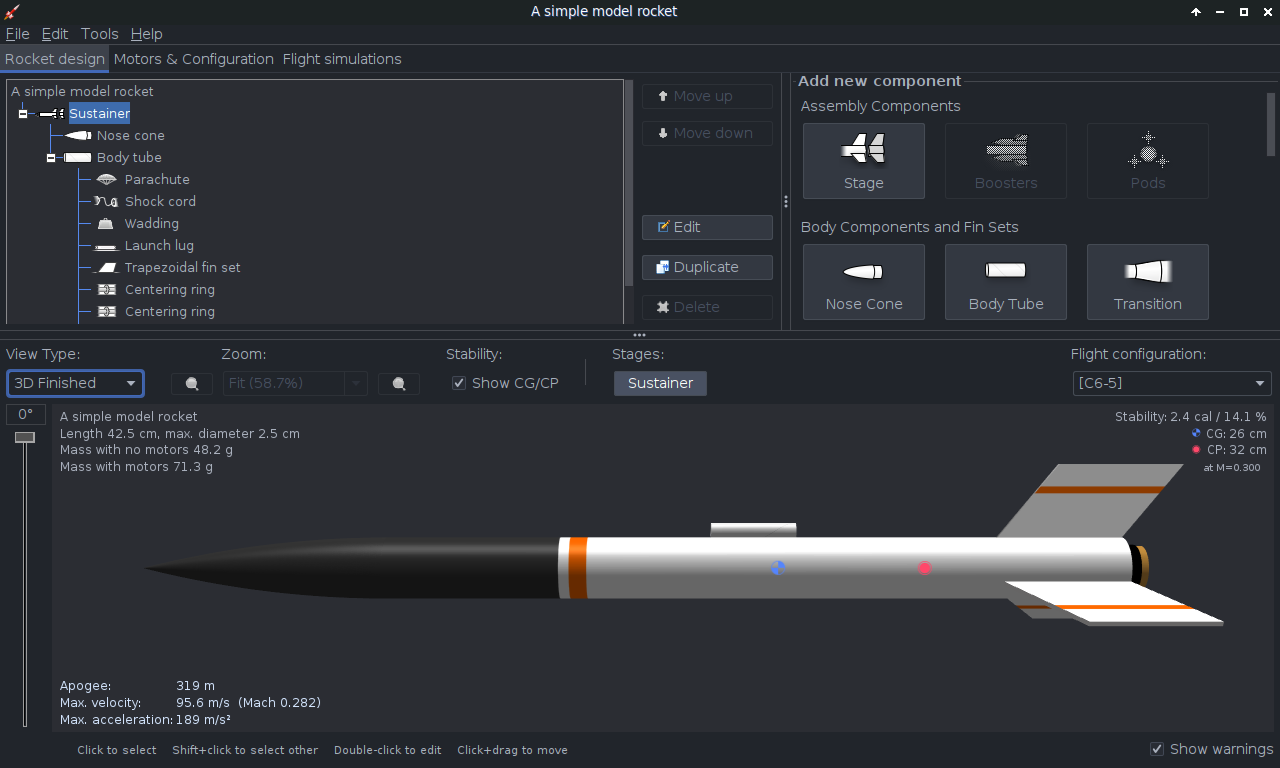
Готова 3D модель (OpenRocket 23.09)
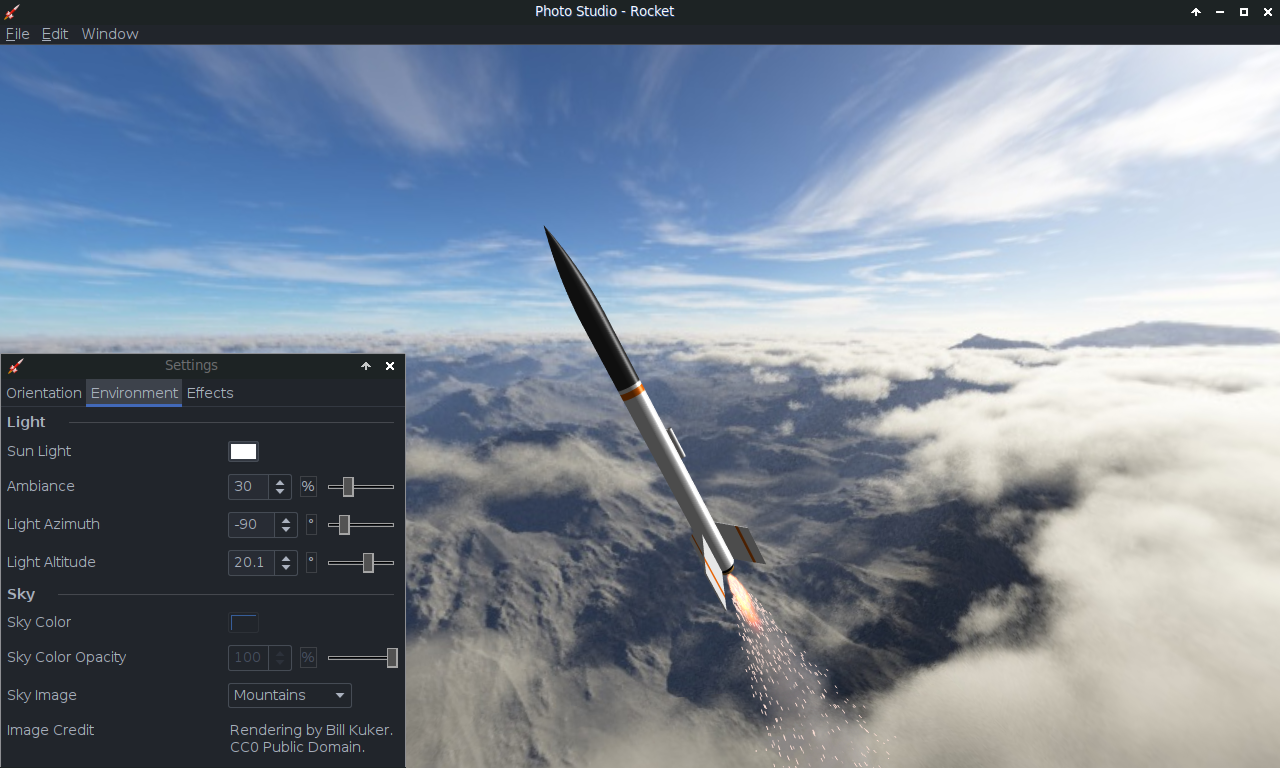
Візуалізація у Photo Studio (OpenRocket 23.09)

## Дивіться також
- Ракетомодельний спорт
- FreeCAD
- LibreCAD
- OpenFOAM
- OpenVSP
- XFLR5

#### Відео
- The Basics Of OpenRocket на YouTube. Sato Aerospace.
- Steve. Openrocket на YouTube (плейлист). Steve's Open Rocket.
- Miller, Jack. OpenRocket Tutorial: Advanced Tools and Options на YouTube. SEDS-ASU Rocketry Division.
- Kuker, Bill (30 серпня 2013). Playing around with OpenRocket photo render на YouTube
- Olsen, Billy; Pfeiffer, Joe. OpenRocket Update—What’s new! на YouTube. National Association of Rocketry[en] (NAR).
- Carter, David. Introduction to the FreeCAD Rocket Workbench на YouTube. National Association of Rocketry[en] (NAR).
- Model Rocket Stability Test in a Wind Tunnel на YouTube